# Jasiel (gromada)
Jasiel – dawna gromada, czyli najmniejsza jednostka podziału terytorialnego Polskiej Rzeczypospolitej Ludowej w latach 1954–1972.
Gromady, z gromadzkimi radami narodowymi (GRN) jako organami władzy najniższego stopnia na wsi, funkcjonowały od reformy reorganizującej administrację wiejską przeprowadzonej jesienią 1954 do momentu ich zniesienia z dniem 1 stycznia 1973, tym samym wypierając organizację gminną w latach 1954–1972.
Gromadę Jasiel z siedzibą GRN w Jasielu utworzono – jako jedną z 8759 gromad na obszarze Polski – w powiecie gryfickim w woj. szczecińskim na mocy uchwały nr V/43/54 WRN w Szczecinie z dnia 5 października 1954. W skład jednostki weszły obszary dotychczasowych gromad Jasiel (bez gruntów o powierzchni 65 ha), Świeszewo, Zagórcze i Kołomąć (bez miejscowości Rzęsin) ze zniesionej gminy Trzygłów w powiecie gryfickim oraz obszary dotychczasowych gromad Imno, Ościęcin i Unibórz ze zniesionej gminy Golczewo w powiecie kamieńskim w tymże województwie. Dla gromady ustalono 14 członków gromadzkiej rady narodowej.
1 stycznia 1972 do gromady Jasiel włączono miejscowości Krzywe, Truskolas i Wytok z gromady Płoty w tymże powiecie.
Gromada przetrwała do końca 1972 roku, czyli do kolejnej reformy gminnej.